# Maja Nikolić
Maja Nikolić, bosanskohercegovačka novinarka. Studirala novinarstvo u Sarajevu. Nakon svršetka studiranja bavi se novinarstvom od 2006. godine. Dopisnica Radija Slobodna Evropa od 2007. godine, na kojem se bavi socijalnim, političkim i temama ratnih zločina, često o pravima manjina i marginaliziranih skupina, posebice djece. Dobitnica je nagrade UNICEF-a za promicanje prava djece. Glavna i odgovorna urednica Hrvatskog glasnika iz Tuzle. Na mjesto urednice došla poslije Ivice Kovačevića.